# Serguéi Briujonenko

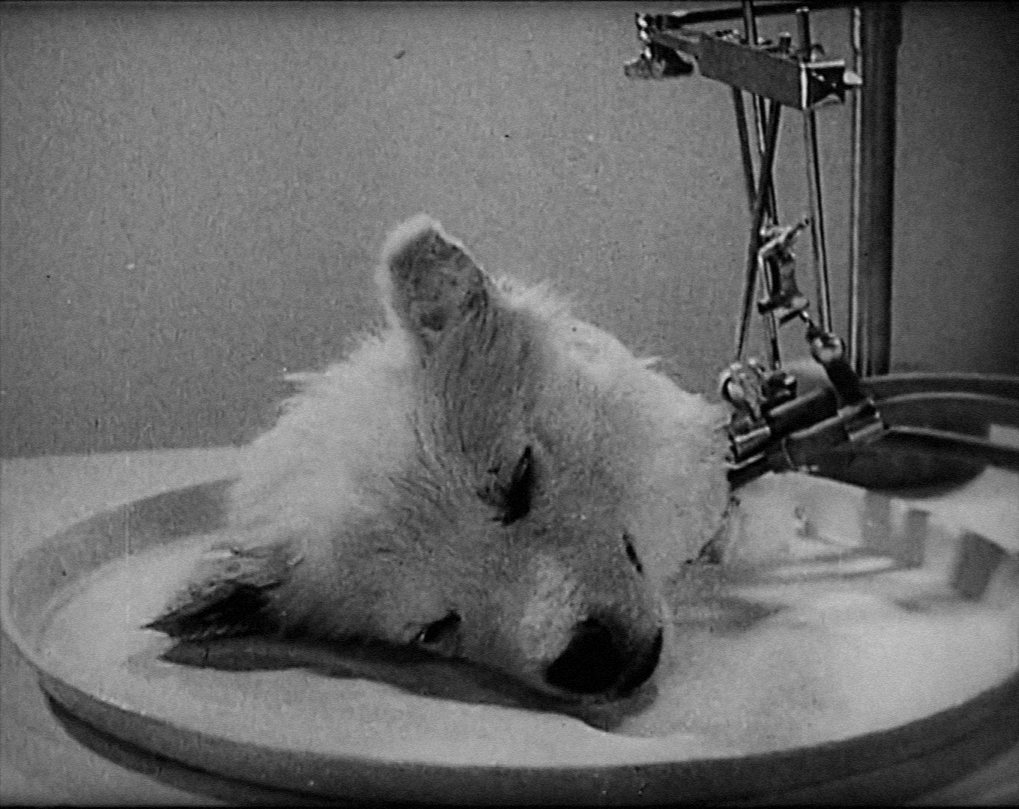
Esta es una captura de pantalla de la película "Experimentos en el renacimiento de organismos", del Archivo Prelinger. La película es de dominio público.

Serguéi Bryujonenko (en escritura cirílica: Сергей Сергеевич Брюхоненко, Kozlov, 30 de abril de 1890-Moscú, 20 de abril de 1960) fue un científico soviético durante la era estalinista. La investigación de Briujonenko fue vital para el desarrollo de los procedimientos de corazón abierto en Rusia. Fue uno de los líderes del Instituto de Investigación de Cirugía Experimental, donde el profesor A. A. Vishnevski realizó la primera operación a corazón abierto en 1957.
Briujonenko es principalmente recordado por su desarrollo de la autojektor, un corazón primitivo, y el sistema de circulación extracorporal. El dispositivo fue utilizado con resultados mixtos en una serie de experimentos con perros durante la década de 1930, que se pueden ver en la película Los experimentos en el renacimiento de los organismos. Los experimentos dieron lugar a que Briujonenko recibiera en forma póstuma el prestigioso Premio Lenin.